# Autostrada M2 (Węgry)
Autostrada M2 (węg. M2 autóút), droga 2/A – budowana autostrada na Węgrzech w ciągu trasy europejskiej E77.
Obecnie autostrada łączy Budapeszt z miastem Vác. Dotychczas wybudowano dopiero jedną jezdnię autostrady. Jest ona tymczasowo oznakowana jako droga 2/A. Planowane jest przedłużenie drogi do granicy Słowacji.